# Réseau ferroviaire de Toulouse
Le réseau ferroviaire de Toulouse est un réseau ferré traversant Toulouse. Créé en 1856, avec l'ouverture de la gare Matabiau, aujourd'hui gare principale de Toulouse, il comporte six lignes, ou huit branches, disposées en étoile.

## Réseau

### L'étoile ferroviaire
Le réseau des chemins de fer de Toulouse est grossièrement en forme d'étoile. L'axe structurant est la ligne Bordeaux-Saint-Jean - Sète-Ville, qui traverse l'agglomération dans une orientation générale nord-ouest - sud-est, suivant sur une partie du tracé le canal du Midi. À proximité du centre-ville se situe la gare la plus importante de la ville, la gare de Toulouse-Matabiau.
En partant de cette dernière et en remontant vers Bordeaux, on atteint tout d'abord la gare de Toulouse-Raynal, vaste ex-gare de triage et actuel garage des rames TGV, automotrices, autorails et voitures voyageurs située non loin de la gare de voyageurs. Puis, un embranchement en triangle permet de rejoindre la ligne Brive-la-Gaillarde - Toulouse-Matabiau via Capdenac, axe majeur de communication du nord-est de Midi-Pyrénées puisque c'est de celle-ci que se détachent toutes les lignes tertiaires (Ligne Montauban-Ville-Bourbon - La Crémade, ligne Tessonnières - Albi, ligne Lexos - Montauban-Ville-Bourbon…) du secteur, et qui permet de desservir d'importantes villes comme Albi, Rodez, Castres, Mazamet… Ligne à voie unique la plus chargée de France, elle fait actuellement l'objet d'importants travaux dans le cadre du Plain Rail de la Région. De 2011 à 2013, des travaux ont permis de doubler la voie entre Toulouse et Saint-Sulpice-la-Pointe.
En continuant toujours en suivant la vallée de la Garonne, il est possible d'accéder à plusieurs gares du nord de la ville et de la proche agglomération, ainsi qu'à la grande gare de triage de Saint-Jory, où se situera la connexion de la LGV Bordeaux - Toulouse. Puis, plus au nord encore se trouve la gare de Montauban-Ville-Bourbon d'où part la ligne des Aubrais - Orléans à Montauban-Ville-Bourbon (ou POLT, acronyme de « Paris – Orléans – Limoges – Toulouse »), qui est l'ancien itinéraire rapide qu'empruntait le TEE Capitole et permet de rallier la capitale sans passer par Bordeaux.
Au sud de Toulouse-Matabiau, les différentes voies de chemin de fer de la ville forment un arc de cercle. Tout d'abord, sur quelques kilomètres, la totalité des voies descendent vers le sud, parallèlement au Canal du Midi. Elles se séparent ensuite peu après les tunnels jumeaux de Guilhemery, la moitié continuant vers le sud-est et, après avoir traversé la petite gare de Montaudran et plusieurs gares de l'agglomération (Labège-Innopole, Labège-Village, Escalquens, Montlaur, Baziège), continuent vers Sète, Marseille ou l'Espagne via Perpignan ; l'autre moitié prend la direction du sud-ouest.
Après avoir traversé la gare Saint-Agne, et sa correspondance avec la ligne B du métro, la ligne Toulouse - Bayonne traverse la Garonne et l'Île du Ramier, d'où se séparent des voies déclassées qui permettaient à l’origine de desservir les usines de la SNPE et celles d'AZF aujourd'hui détruites à la suite de la catastrophe du même nom. Puis une seconde bifurcation a lieu :
- D'une part, en voie double, vers Portet, d'où il est possible de rejoindre l'ouest de l'Espagne avec la ligne Toulouse - Bayonne, ou de continuer vers l'est des Pyrénées ou l'Andorre avec la ligne de Portet - Puigcerda. Les deux lignes desservent alors dans l'aire urbaine soit la gare de Muret (Toulouse-Bayonne), soit celles de Pinsaguel et de Pins-Justaret (Portet - Puigcerda);
- D'autre part, en voie unique : cette dernière ligne, dite ligne Saint-Agne - Auch, après la halte de Galliéni, remonte plein nord pour atteindre les Arènes. Bien qu'il soit nécessaire de faire un large détour par le sud de la ville, cette situation est due au fait qu'il était plus simple à la construction de la ligne de suivre l'ouvrage déjà existant et de passer par ce qui était encore la périphérie de la ville que de traverser l'hypercentre. Après la gare Arènes-Saint-Cyprien et ses correspondances avec la ligne A du métro et le tramway, la ligne traverse l'ouest de la ville, avec les gares du TOEC, de Lardenne ou des Capelles, de Saint-Martin-du-Touch et des Ramassiers. À la sortie de la ville, la gare de Colomiers est le terminus occidental de la ligne Arènes - Colomiers qui commence aux Arènes. Puis, en direction d'Auch, on trouve les petites gares du Lycée International, de Pibrac et de Brax-Léguevin.

### Le réseau urbain
La ville de Toulouse dispose d'un réseau ferroviaire urbain dont les lignes parfois semblable au RER ou au Transilien d'Île-de-France. Toutes les lignes sont exploitées par la SNCF dans le cadre des TER Occitanie.
| Ligne              | Caractéristiques | Caractéristiques                        | Caractéristiques                        | Caractéristiques                        | Caractéristiques                                          | Caractéristiques                              | Caractéristiques                         | Caractéristiques                        | Caractéristiques                        |
| Arènes - Colomiers | Ligne Arènes - Colomiers | Ligne Arènes - Colomiers                | Ligne Arènes - Colomiers                | Ligne Arènes - Colomiers                | Ligne Arènes - Colomiers                                  | Ligne Arènes - Colomiers                      | Ligne Arènes - Colomiers                 | Ligne Arènes - Colomiers                | Ligne Arènes - Colomiers                |
| Arènes - Colomiers | Arènes ⥋ Colomiers | Arènes ⥋ Colomiers                      | Arènes ⥋ Colomiers                      | Arènes ⥋ Colomiers                      | Arènes ⥋ Colomiers                                        | Arènes ⥋ Colomiers                            | Arènes ⥋ Colomiers                       | Arènes ⥋ Colomiers                      | Arènes ⥋ Colomiers                      |
| ------------------ | --- | --------------------------------------- | --------------------------------------- | --------------------------------------- | --------------------------------------------------------- | --------------------------------------------- | ---------------------------------------- | --------------------------------------- | --------------------------------------- |
| Arènes - Colomiers | Ouverture / Fermeture Juin 1993 / — | Longueur 7 km                           | Durée 15 min                            | Nb. d’arrêts 6                          | Matériel X 73500 AGC (B 81500) Régiolis                   | Jours de fonctionnement L, Ma, Me, J, V, S, D | Jour / Soir / Nuit / Fêtes O / N / N / O | Voy. / an 610 676                       | Dépôt —                                 |
| Arènes - Colomiers | Desserte : Toulouse, Colomiers - Stations et gares : Saint-Cyprien – Arènes L2L3 • Le TOEC L2 • Lardenne • Saint-Martin-du-Touch • Les Ramassiers • Colomiers L2 - Villes et lieux desservis : Toulouse (Les Arènes, Le TOEC, Lardenne, Saint-Martin-du-Touch, Les Ramassiers) • Colomiers (centre-ville)                                              |                                         |                                         |                                         |                                                           |                                               |                                          |                                         |                                         |
| Arènes - Colomiers | Autre : - Amplitudes horaires : Les trains circulent sur la ligne de 6h à 21h30. - La ligne est intégrée au réseau Tisséo et s'appelait la ligne C jusqu'en juin 2023, en prévision de la mise en service d’une troisième ligne de métro, la ligne change de nom pour laisser la lettre « C » au métro, - Date de dernière mise à jour : 15 août 2023. |                                         |                                         |                                         |                                                           |                                               |                                          |                                         |                                         |
| Arènes - Colomiers | Dernière actualisation : — |                                         |                                         |                                         |                                                           |                                               |                                          |                                         |                                         |
| 1                  | Ligne 1 du TER Occitanie | Ligne 1 du TER Occitanie                | Ligne 1 du TER Occitanie                | Ligne 1 du TER Occitanie                | Ligne 1 du TER Occitanie                                  | Ligne 1 du TER Occitanie                      | Ligne 1 du TER Occitanie                 | Ligne 1 du TER Occitanie                | Ligne 1 du TER Occitanie                |
| 1                  | Matabiau ⥋ Saint-Sulpice (Tarn) |                                         |                                         |                                         |                                                           |                                               |                                          |                                         |                                         |
| 1                  | Ouverture / Fermeture — / — | Longueur 26 km                          | Durée 30 min                            | Nb. d’arrêts 6                          | Matériel —                                                | Jours de fonctionnement L, Ma, Me, J, V, S, D | Jour / Soir / Nuit / Fêtes O / O / N / O | Voy. / an —                             | Dépôt —                                 |
| 1                  | Desserte : Toulouse, Montrabé, Gragnague, Montastruc-la-Conseillère, Buzet-sur-Tarn, Roquesérière, Saint-Sulpice-la-Pointe - Stations et gares : Matabiau L8L9 • Montrabé • Gragnague • Montastruc-la-Conseillère • Buzet - Roquesérière • Saint-Sulpice (Tarn)                                                                                        |                                         |                                         |                                         |                                                           |                                               |                                          |                                         |                                         |
| 1                  | Autre : - Amplitudes horaires : Les trains circulent sur la ligne de 5h30 à 23h. - Il s'agit de la seule ligne n'ayant pas une lettre attribuée, mais de facto intégrée aux transports urbains. - Les abonnements TER urbains ne sont valables qu'entre les gares Matabiau et de Montrabé. - Date de dernière mise à jour : 21 novembre 2018.          |                                         |                                         |                                         |                                                           |                                               |                                          |                                         |                                         |
| 1                  | Dernière actualisation : — |                                         |                                         |                                         |                                                           |                                               |                                          |                                         |                                         |
| 12                 | Ligne 12 du TER Occitanie | Ligne 12 du TER Occitanie               | Ligne 12 du TER Occitanie               | Ligne 12 du TER Occitanie               | Ligne 12 du TER Occitanie                                 | Ligne 12 du TER Occitanie                     | Ligne 12 du TER Occitanie                | Ligne 12 du TER Occitanie               | Ligne 12 du TER Occitanie               |
| 12                 | Matabiau ⥋ Muret |                                         |                                         |                                         |                                                           |                                               |                                          |                                         |                                         |
| 12                 | Ouverture / Fermeture 2004 / — | Longueur 21 km                          | Durée 16 min                            | Nb. d’arrêts 4                          | Matériel X 73500 AGC (B 81500, Z 27500) Régiolis Regio 2N | Jours de fonctionnement L, Ma, Me, J, V, S, D | Jour / Soir / Nuit / Fêtes O / O / N / O | Voy. / an 2 229 055                     | Dépôt —                                 |
| 12                 | Desserte : Toulouse, Portet-sur-Garonne, Muret - Stations et gares : Matabiau L8L9 • Saint-Agne • Portet – Saint-Simon • Muret - Villes et lieux desservis : Toulouse (Matabiau, Marengo, Jolimont, Saint-Agne) • Portet-sur-Garonne • Muret |                                         |                                         |                                         |                                                           |                                               |                                          |                                         |                                         |
| 12                 | Autre : - Amplitudes horaires : Les trains circulent sur la ligne de 6h à 22h15. - Les abonnements TER urbains sont valables jusqu'à la gare du Fauga, située après Muret. - Date de dernière mise à jour : 21 novembre 2018. |                                         |                                         |                                         |                                                           |                                               |                                          |                                         |                                         |
| 12                 | Dernière actualisation : — |                                         |                                         |                                         |                                                           |                                               |                                          |                                         |                                         |
| 25                 | Portion de la ligne 25 du TER Occitanie | Portion de la ligne 25 du TER Occitanie | Portion de la ligne 25 du TER Occitanie | Portion de la ligne 25 du TER Occitanie | Portion de la ligne 25 du TER Occitanie                   | Portion de la ligne 25 du TER Occitanie       | Portion de la ligne 25 du TER Occitanie  | Portion de la ligne 25 du TER Occitanie | Portion de la ligne 25 du TER Occitanie |
| 25                 | Matabiau ⥋ Escalquens |                                         |                                         |                                         |                                                           |                                               |                                          |                                         |                                         |
| 25                 | Ouverture / Fermeture — / — | Longueur 13 km                          | Durée 16 min                            | Nb. d’arrêts 5                          | Matériel —                                                | Jours de fonctionnement L, Ma, Me, J, V, S, D | Jour / Soir / Nuit / Fêtes O / O / N / O | Voy. / an 244 924                       | Dépôt —                                 |
| 25                 | Desserte : Toulouse, - Stations et gares : Matabiau L8L9 • Montaudran L8 • Labège-Innopole • Labège-Village • Escalquens - Villes et lieux desservis : Toulouse (Matabiau, Marengo, Jolimont, Montaudran) • Labège (Enova, village) • Escalquens |                                         |                                         |                                         |                                                           |                                               |                                          |                                         |                                         |
| 25                 | Autre : - Amplitudes horaires : À compléter - Les abonnements TER urbains sont valables jusqu'à la gare de Baziège, située bien après Escalquens. - Date de dernière mise à jour : 21 novembre 2018. |                                         |                                         |                                         |                                                           |                                               |                                          |                                         |                                         |
| 25                 | Dernière actualisation : — |                                         |                                         |                                         |                                                           |                                               |                                          |                                         |                                         |

#### Ligne Nord
Le RER nord est un projet de ligne ferroviaire devant voir le jour en 2024. Elle est actuellement desservie par des trains TER Occitanie et reliera la gare Matabiau à celle de Castelnau-d'Estrétefonds en passant par celles de Route de Launaguet (La Vache), Lalande - Église, Lacourtensourt, Fenouillet – Saint-Alban et Saint-Jory. Elle fait partie de la ligne de Bordeaux à Sète.
| Ligne    | Caractéristiques | Caractéristiques                                | Caractéristiques                                | Caractéristiques                                | Caractéristiques                                | Caractéristiques                                | Caractéristiques                                | Caractéristiques                                | Caractéristiques                                |
| RER nord | RER nord de Toulouse | RER nord de Toulouse                            | RER nord de Toulouse                            | RER nord de Toulouse                            | RER nord de Toulouse                            | RER nord de Toulouse                            | RER nord de Toulouse                            | RER nord de Toulouse                            | RER nord de Toulouse                            |
| RER nord | Matabiau ou La Vache ⥋ Castelnau-d'Estrétefonds | Matabiau ou La Vache ⥋ Castelnau-d'Estrétefonds | Matabiau ou La Vache ⥋ Castelnau-d'Estrétefonds | Matabiau ou La Vache ⥋ Castelnau-d'Estrétefonds | Matabiau ou La Vache ⥋ Castelnau-d'Estrétefonds | Matabiau ou La Vache ⥋ Castelnau-d'Estrétefonds | Matabiau ou La Vache ⥋ Castelnau-d'Estrétefonds | Matabiau ou La Vache ⥋ Castelnau-d'Estrétefonds | Matabiau ou La Vache ⥋ Castelnau-d'Estrétefonds |
| -------- | --- | ----------------------------------------------- | ----------------------------------------------- | ----------------------------------------------- | ----------------------------------------------- | ----------------------------------------------- | ----------------------------------------------- | ----------------------------------------------- | ----------------------------------------------- |
| RER nord | Ouverture / Fermeture Inconnue / — | Longueur 21 km                                  | Durée —                                         | Nb. d’arrêts 7                                  | Matériel —                                      | Jours de fonctionnement Toute la semaine        | Jour / Soir / Nuit / Fêtes O / — / — / O        | Voy. / an —                                     | Dépôt —                                         |
| RER nord | Desserte : Toulouse, Fenouillet, Saint-Jory, Castelnau-d'Estrétefonds - Stations et gares : Matabiau • La Vache L10 • Lalande-Église • Lacourtensourt • Fenouillet – Saint-Alban • Saint-Jory • Castelnau-d'Estrétefonds |                                                 |                                                 |                                                 |                                                 |                                                 |                                                 |                                                 |                                                 |
| RER nord | Autre : - Une gare supplémentaire à Lespinasse est à l'étude. - Date de dernière mise à jour : 15 août 2023. |                                                 |                                                 |                                                 |                                                 |                                                 |                                                 |                                                 |                                                 |
| RER nord | Dernière actualisation : — … |                                                 |                                                 |                                                 |                                                 |                                                 |                                                 |                                                 |                                                 |

## Service
Le réseau est desservi par plusieurs types de trains :
- Les trains à grande vitesse roulant à vitesse moyenne, exploités par la SNCF, sur la ligne classique Bordeaux - Toulouse et celle vers Narbonne.
- Les trains Intercités sur la plupart des lignes.
- Les trains Intercités de nuit sur la ligne des Aubrais - Orléans à Montauban-Ville-Bourbon, et sur la Ligne de Portet-Saint-Simon à Puigcerda (frontière)[10].
- Les TER Occitanie. Exploités par la Région, ce sont eux qui desservent les lignes secondaires telles que les lignes Toulouse - Auch ou Toulouse - Latour-de-Carol.
- Les trains de la ligne Arènes - Colomiers. Ce service, empruntant une partie de la ligne Toulouse - Auch, a été mis en place en 1993 et relie la gare de Toulouse-Saint-Cyprien-Arènes à la gare de Colomiers avec une fréquence soutenue, en complément aux transports en commun. Sur ce tronçon spécifique les trains sont accessibles avec un titre de transport Tisséo.

## Projets[11]

### LGV Bordeaux-Toulouse
L'arrivée de la LGV Bordeaux-Toulouse modifiera considérablement le nœud ferroviaire toulousain. Les Aménagements ferroviaires du Nord de Toulouse doivent permettre au nœud ferroviaire d'accueillir la LGV.

### Aménagements ferroviaires du Nord de Toulouse
En parallèle de l'arrivée de la LGV Bordeaux-Toulouse, une ligne type RER, sera construite entre Saint-Jory et Toulouse Matabiau, par le quadruplement des voies de cette section.

### Réaménagement de la gare Matabiau
En lien avec les projets évoqués ici, un vaste plan d'aménagement urbain de la gare Matabiau elle-même et des quartiers environnants a été engagé. Un plan d'aménagement des voies autour de la gare, incluant notamment le complexe de Raynal, est également en cours .

### Service Express Métropolitain
Evoquée depuis 2001 dans les plans de déplacements urbains, mais jamais appliquée concrètement hors les lignes C et D, une amélioration du nœud ferroviaire toulousain pour permettre l'implantation d'un Service Express Métropolitain est désormais envisagée et soutenue par la SNCF, la Région Occitanie, le département Haute-Garonne, Tisséo,,, et possiblement par l’État. Cependant, le président de Toulouse Métropole est sceptique sur le projet, le considérant d'un bénéfice faible pour son coût de fonctionnement et d'investissement,. Il s'oppose donc à une participation financière de Toulouse Métropole et de Tisséo au projet, et considère que ce projet relève de la compétence régionale.
En 2022, hors de la branche Saint-Jory - Matabiau évoquée précédemment, les coûts d'un SEM sont estimés entre 700 millions et 1 milliard d'euros pour une mise en service entre 2028 et 2030 selon les branches.
Dans les Études prospectives multimodales sur l’aire métropolitaine toulousaine, publiées en 2023, six scénarios de SEM sont étudiés. Leur coût varie entre 600 millions et 2,4 milliards d'euros. Ils incluent tous des terminus partiels sur gares des Arènes, de Labège-La Cadène, Route-de-Launaguet, Niel (déplacement de la gare St-Agne), et de Balma-L'Union (à créer). Les scénarios avec diamétralisation totale sont décrétés comme non rentables socio-économiquement : leurs valeurs actualisées nettes sont très négatives, en raison de leurs coûts d'investissement et d'exploitation élevés. Les scénarios les plus favorables socio-économiquement sont ceux avec une diamétrialisation, ou ceux avec des missions périurbaines en terminus aux gares précitées, sans ou après avoir traversé la gare Matabiau. Le programme recommandé par le document regroupe des éléments des scénarios favorables, et il se chiffre à 1,4 milliard d'euros.

#### Ligne Arènes-Colomiers
Un prolongement de la ligne Arènes - Colomiers jusqu'à la gare de Brax - Léguevin est envisagé.

### Correspondance avec la ligne C du métro
Depuis l'élection de Jean-Luc Moudenc à la tête de la municipalité de Toulouse, son adjoint au transport, Jean-Michel Lattes a relancé des études pour la future troisième ligne de métro. Cette ligne devrait relier la gare de Colomiers à celle de Labège-La Cadène. Les travaux ont été lancés en 2022 pour une mise en service en 2028.
Les correspondances avec le réseau ferré se situeront, hors des deux gares précitées, à Route-de-Launaguet, à Matabiau et à Montaudran. Par ailleurs, la gare de Labège-La-Cadène devra être construire pour l'occasion. Toutes les gares en correspondance seront réaménagées pour faciliter les échanges.

### Correspondance avec la ligne A du métro
En 2024, le projet d'une correspondance entre la ligne de Saint-Sulpice et la ligne A avec une extension et une nouvelle station multimodale à proximité du quartier Pradère et de l'autoroute A68 est évoqué par Tisséo comme réalisable à l'horizon 2040.

### Autres projets
- À long terme, une LGV Toulouse - Narbonne est envisagée.
- Un éventuel contournement ferroviaire de Toulouse est prévu [26], passant soit le long de la rocade Est (terrains réservés) avec une correspondance avec le métro à Balma – Gramont[27], ou un grand contournement à l'est ou a l'ouest de l'agglomération. Une étude a été lancée en 2021[28].